# Antje Fretwurst-Colberg

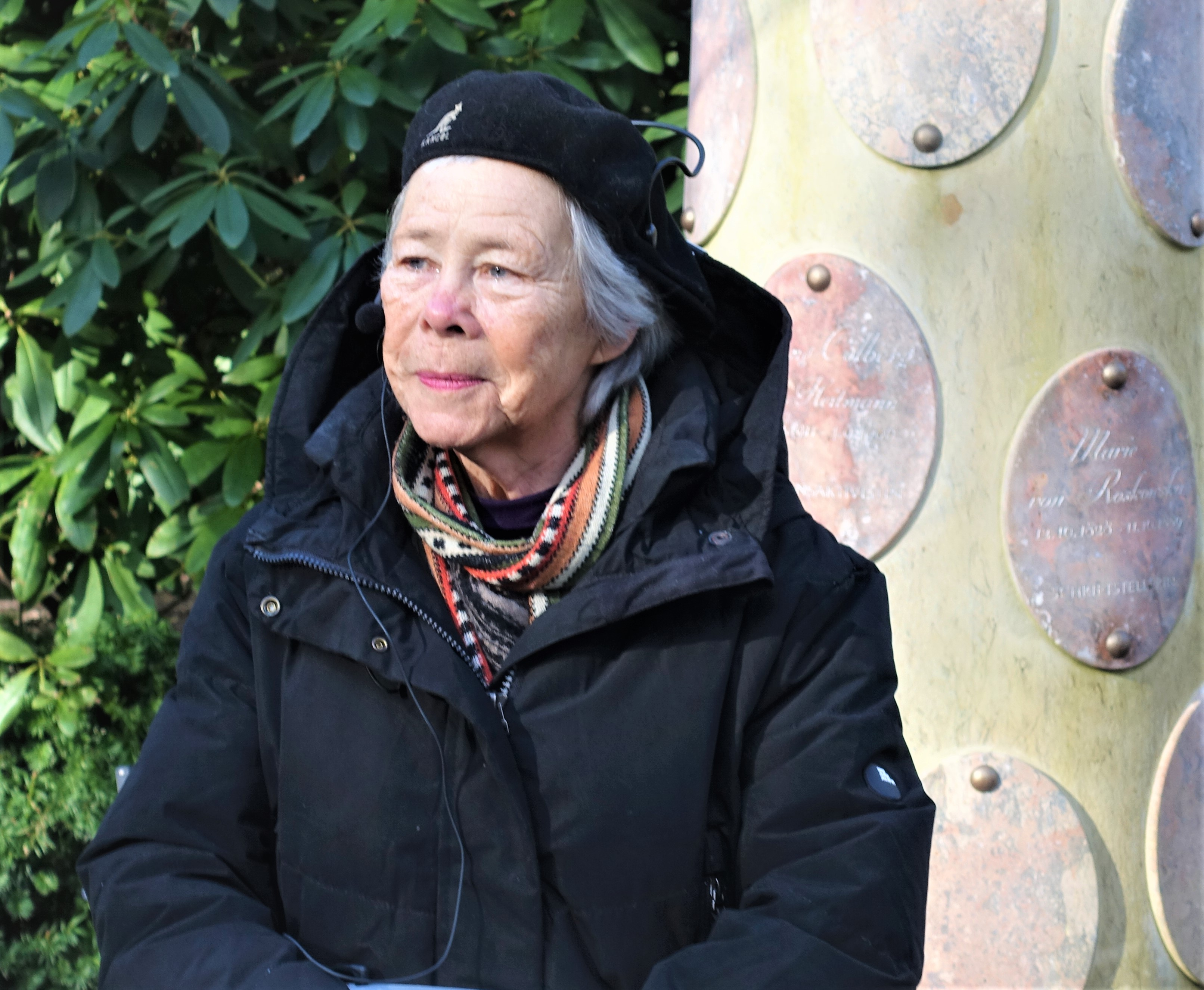
Antje Fretwurst-Colberg bei der Einweihung eines Erinnerungsortes für ihre Mutter Ayong Colberg 2023

Antje Fretwurst-Colberg (* 5. Mai 1940 in Hamburg) ist eine deutsche Malerin und Grafikerin.

## Leben
Antje Fretwurst-Colberg ist die Tochter des Malers Willy Colberg und der Friedensaktivistin Ayong Colberg. Als kleines Kind erlebte sie im Zweiten Weltkrieg das brennende Hamburg. Mit vierzehn Jahren ging sie 1954 ohne ihre Eltern in die DDR. Dort besuchte sie 1954 bis 1958 die Erweiterte Oberschule in Sanitz, wo sie im Internat lebte. Nach dem Abitur studierte sie 1958 bis 1962 an der Universität Greifswald Kunsterziehung. 1961 heiratete sie ihren Kommilitonen Friedrich-Wilhelm Fretwurst. Im selben Jahr wurde ihr Sohn Jan geboren. 1962 bis 1967 arbeitete sie als Lehrerin in Greifswald und Berlin. Von 1967 bis 1971 studierte sie bei Güner Brendel, Fritz Dähn und Arno Mohr Malerei und freie Grafik an der Kunsthochschule Berlin-Weißensee, wobei sie besonders von Mohr geprägt wurde. Nach dem Diplom hatte sie bis 1974 an der Hochschule eine Aspirantur. 1974 wurde sie Mutter der Zwillinge Hinnerk und Benjamin. Seit 1970 unternahm sie Studienreisen, u. a. nach Polen, Bulgarien, Rumänien, in die heutige Slowakei, das damals sowjetische Mittelasien, Spanien, Portugal, Marokko, Mexiko, Italien, Frankreich, Schweden und Dänemark, und machte davon Bildfolgen. Seit 1974 arbeitet sie, zusammen mit ihrem Mann, freiberuflich als Malerin und Grafikerin, bis 1997 in Berlin und seitdem im Mecklenburg-Vorpommerschen Dändorf.
Sie war bis 1990 Mitglied des Verband Bildender Künstler der DDR und hatte in der DDR und im Ausland seit 1972 eine bedeutende Zahl von Einzelausstellungen und Ausstellungsbeteiligungen, u. a. 1972/1973, 1977/1978 und 1987/1988 an der VII., VIII. und X. Kunstausstellung der DDR in Dresden.

## Rezeption
„Antje Fretwurst-Colberg gehört zu den stillen Malerinnen und Grafikerinnen, die Kunst mit sich allein und wie außerhalb der zeitlichen Strömungen abmachen."“

„Ihre künstlerische Herkunft kann Antje Fretwurst-Colberg nicht verleugnen. Es ist die Berliner Maltradition mit ihrer am Alltagsleben orientierten schlichten Motivik, die dingbezogene Darstellungsweise sowie die zurückhaltende, ausgewogene und kultivierte Farbverwendung.“

Bevorzugte Motive sind die „Darstellungen von Momenten des Alltags, Großstadtszenen und ihre Bewohner, aber auch bewegte Küstenlandschaften, eingefangen in scheinbar flüchtigen Augenblicken...“ Dazu bedient sie sich vor allem der Malerei in Öl und Gouache, grafischer Techniken und der Hinterglasmalerei. „Vor allem die Radierung hat sie hoch kultiviert: als Kaltnadel, Strich- und Pinselätzung, Reservage, Aquatinta oder Vernis mou, oft in mehreren Platten gedruckt. Ihr druckgrafisches Werk ist technisch vielfältig und ausgefeilt.“

## Werke (Auswahl)

### Tafelbilder
- Ruhige Straße (1982, Öl auf Leinwand, 120 × 90 cm; Stadtmuseum Berlin)[7]
- Oberbaumbrücke 1990 … und der Dampfer fährt wieder … (1992, Öl auf Leinwand, 110 × 130 cm; Stadtmuseum Berlin)[8]

### Druckgraphik
- Graphikfolge Berlin Alexanderplatz

- Am Rosenthaler Platz (Aquatintaradierung, 1980; im Bestand der Berlinischen Galerie)

- Lichtenberger Gasometer (Aquatintaradierung, 1987; im Bestand der Berlinischen Galerie)

### Buchillustrationen
- Volker Ebersbach: Peter auf der Faxenburg. Der Kinderbuchverlag, Berlin 1982.

## Mitgliedschaften
- 1974–1992: Verband Bildender Künstler, Berlin
- 1992–2013: Künstlerbund Mecklenburg und Vorpommern beim BBK
- seit 1997: Kunstverein Ribnitz-Damgarten
- seit 2013: Verein der Freunde und Förderer des Kunstmuseums Ahrenshoop

## Ehrungen
- 1983: Berlin-Preis für Malerei

## Einzelausstellungen seit der deutschen Wiedervereinigung
- 2020: Berlin, Galerie der Berliner Graphikpresse (gemeinsam mit Friedrich-Wilhelm Fretwurst)
- 2020: Wustrow, Fischlandhaus (Gouachen und Grafik)
- 2020: Ribnitz-Damgarten, Galerie im Kloster (Hinterglasmalerei)
- 2020/2021: Ahrenshoop, Kunstkaten („Der Sturz der wilden Rose“, Ölmalerei aus sechs Jahrzehnten)